# 에른스트 텔만

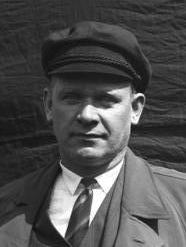
에른스트 텔만

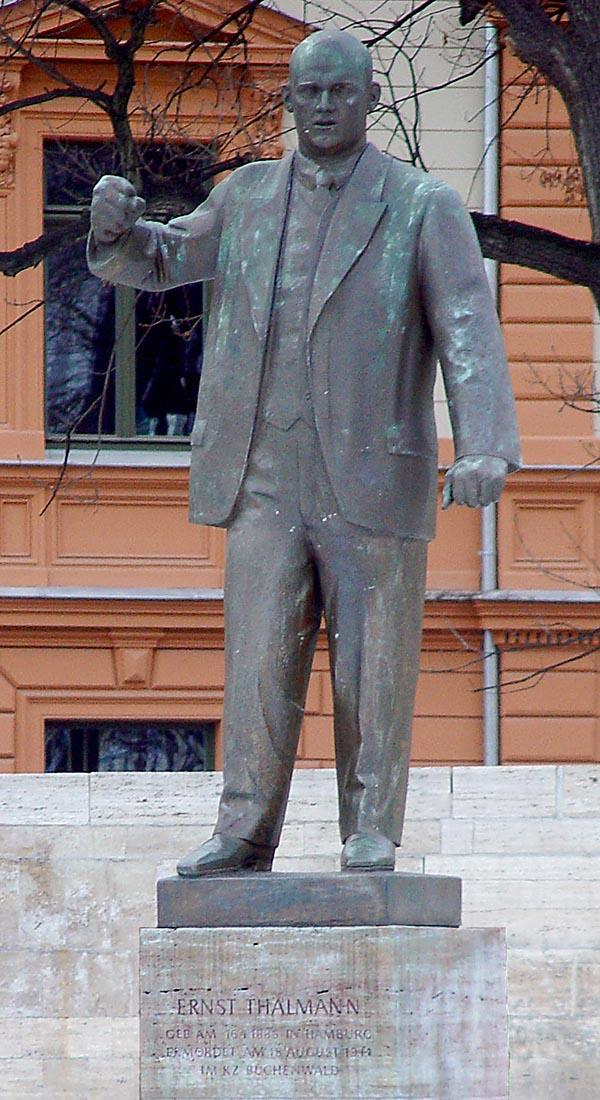
바이마르의 에른스트 텔만 동상.

에른스트 요하네스 프리츠 텔만(독일어: Ernst Johannes Fritz Thälmann, 1886년 4월 16일 ~ 1944년 8월 18일)은 바이마르 공화국의 공산주의 혁명가, 독일 공산당의 지도자이다.
1932년 대통령 선거에서 힌덴부르크, 히틀러에 이어 10%의 득표율로 3위를 차지하였으나 1933년 나치당이 정권을 장악한 후 비밀경찰 게슈타포에 의해 체포되어 11년간 독방에 감금되었고, 1944년에 히틀러의 지령으로 부헨발트 강제수용소에서 살해되었다.
1936년, 스페인 내전 당시의 국제 여단에는 그의 이름을 딴 텔만 대대가 있었다.  

## 같이 보기
- 에른스트 텔만 피오네르 조직

## 역대 선거 결과
| 선거명      | 직책명        | 대수 | 정당        | 1차 득표율 | 1차 득표수  | 2차 득표율 | 2차 득표수  | 결과 | 당락 |
| ----------- | ------------- | ---- | ----------- | ---------- | ----------- | ---------- | ----------- | ---- | ---- |
| 1925년 선거 | 독일의 대통령 | 2대  | 독일 공산당 | 6.4%       | 1,931,151표 |            |             | 3위  | 낙선 |
| 1932년 선거 | 독일의 대통령 | 2대  | 독일 공산당 | 13.2%      | 4,938,341표 | 10.2%      | 3,706,759표 | 3위  | 낙선 |